# كارلوس كارفالهال
كارلوس كارفالهال (بالبرتغالية: Carlos Carvalhal‏) (4 ديسمبر 1965 ببراغا في البرتغال - ) هو مدرب كرة قدم ولاعب كرة قدم برتغالي في مركز قلب الدفاع. شارك مع منتخب البرتغال تحت 21 سنة لكرة القدم. أما مع النوادي، فقد لعب مع سبورتينغ براغا ونادي بورتو ونادي بيرا مار ونادي إيسبينهو ونادي تيرسينس ‏ ونادي تشافيس.

## روابط خارجية
- كارلوس كارفالهال على موقع قاعدة بيانات كرة القدم.إي يو (الإنجليزية)
- كارلوس كارفالهال على موقع Soccerbase.com (مدرب) (الإنجليزية)
- كارلوس كارفالهال على موقع Soccerway.com (الإنجليزية)
- كارلوس كارفالهال على موقع عالم كرة القدم.نت (الإنجليزية)